# Панайот Карамфилович
Панайот Емануилов (Манев) Карамфилович е български офицер и революционер, поройски войвода на Върховния македоно-одрински комитет.

## Биография

### Ранни години
Панайот Карамфилович е роден на 26 юли 1885 година във Варна. Татко му Емануил Карамфилович е от виден български род от Велес – брат на Димитър Карамфилович. Чичото на Панайот Никола Карамфилович в писмо от 21 октомври 1912 година до премиера Стоян Данев, с когото са приятали пише: „Аз съм македонец, фанатизиран македонски българин, който ревнува своето, чието семейство титански се е борило и опропастило за народната кауза“. Майката на Панайот Елеонора е от варненския гръцки род Кувелас. Баща му загива млад, но майка му не последва роднините си емигрирали в Гърция, остава в България и отглежда децата си като българи. В 1899 година Карамфилович, едва четиринадесетгодишен, се включва във втора варненска стрелкова чета, създадена със съдействието на офицери от Осми полк. Под командването на Никола Лефтеров, човек, който ще стане бъдещ водач и настойник на Карамфилович, той изучава в четата военното изкуство.

### Четник на Върховния комитет
Вуйчото на Панайот Филипос Кувелас, адвокат в Атина, му предлага да го изпрати и издържа в Италия, докато учи в художествена академия, но в края на 1901 година Панайот Карамфилович навлиза в Македония с четата на Никола Лефтеров. Рисуването обаче си остава трайно увлечение на Карамфилович и по време на тежкия комитски живот, той често прави скици или малки рисунки. През есента на 1902 година участва в организираното от Върховния македоно-одрински комитет Горноджумайско въстание. През лятото на 1903 година с четите на Върховния комитет взима участие и в Илинденско-Преображенското въстание. След поражението на въстанието заедно с Лефтеров е сред малцината, които не бягат в Свободна България, а остават в Македония, за да поддържат духа на българското население. Четата на Лефтеров, в която е Карамфилович, действа в Петричко и Поройско, като се грижи да пази населението от издевателства и се занимава със саботажи на телеграфни и телефонни връзки. Никола Узунов от Петрич, в чиято бащина къща често отсяда четата на Лефтеров, си спомня за Панайот Карамфилович:
| „ | Той имаше чудесен почерк, а подписът му беше впечатляващ. Красив, буен мъж с брада, с много изразителни очи, храбър, безстрашен и добър. Обичаше много децата и все гледаше да измъкне нещо от джоба си и да ни заразва. | “ |

След Рилския конгрес през есента на 1905 година, генерал Иван Цончев решава да разпусне четите на Върховния комитет и Карамфилович се изтегля от Македония. Прибира се във Варна, за да завърши зарязаното си средно образование. След Младотурската революция в 1908 година е в лагера на противниците на санданистите. Назначен е за български учител в Зелениче.
В 1910 година Македонската организация му предлага да го изпрати да учи химия в Съединените щати и Панайот приема. Устройва се добре в Чикаго и в писмо от 6 януари 1912 година до Лефтеров му казва, че възнамерява да остане в Съединените щати, освен, ако не става дума нещо за Македония.

### Балканска война
| Чета № 2 и Поройска чета на МОО с командир Панайот Карамфилович | Чета № 2 и Поройска чета на МОО с командир Панайот Карамфилович | Чета № 2 и Поройска чета на МОО с командир Панайот Карамфилович | Чета № 2 и Поройска чета на МОО с командир Панайот Карамфилович | Чета № 2 и Поройска чета на МОО с командир Панайот Карамфилович | Чета № 2 и Поройска чета на МОО с командир Панайот Карамфилович |
| Номер                                                           | Име                                                             | Години                                                          | Околия                                                          | Селище                                                          | Бележка                                                         |
| --------------------------------------------------------------- | --------------------------------------------------------------- | --------------------------------------------------------------- | --------------------------------------------------------------- | --------------------------------------------------------------- | --------------------------------------------------------------- |
|                                                                 | Амира Д. Арнаудов                                               | 26                                                              | Варненско                                                       | Варна                                                           |                                                                 |
|                                                                 | Ангел Стоянов                                                   | 44                                                              | Валовищко                                                       | Хаджи бейлик                                                    |                                                                 |
|                                                                 | Антон Стоянов                                                   | 30                                                              | Сярско                                                          | Сяр                                                             |                                                                 |
|                                                                 | Атанас Иванов                                                   | 20                                                              | Валовищко                                                       | Долни Порой                                                     |                                                                 |
|                                                                 | Гарабед Арабов                                                  | 22                                                              | Варненско                                                       | Варна                                                           |                                                                 |
|                                                                 | Георги Белев (Белов)                                            |                                                                 | Русенско                                                        | Русе                                                            |                                                                 |
|                                                                 | Георги Темелков                                                 |                                                                 | Валовищко                                                       | Долни Порой                                                     |                                                                 |
|                                                                 | Георги Темелков                                                 |                                                                 | Валовищко                                                       | Долни Порой                                                     |                                                                 |
|                                                                 | Данаил Филипов                                                  | 21                                                              | Варненско                                                       | Варна                                                           |                                                                 |
|                                                                 | Димитър Гърчев                                                  |                                                                 | Валовищко                                                       | Долни Порой                                                     |                                                                 |
|                                                                 | Димитър Стойков Димитров                                        | 50                                                              | Валовищко                                                       | Мътница                                                         | убит при Шаркьой на 26 януари 1913 г.                           |
|                                                                 | Димитър (Мито) Попангелов                                       | 24                                                              | Валовищко                                                       | Горни Порой                                                     |                                                                 |
|                                                                 | Иван Атанасов                                                   |                                                                 | Валовищко                                                       | Хаджи бейлик                                                    | убит на 21 октомври 1912                                        |
|                                                                 | Иван Янев                                                       | 30                                                              | Драмско                                                         | Кобалища                                                        |                                                                 |
|                                                                 | Иван Димитров Узунов                                            |                                                                 | Валовищко                                                       | Горни Порой                                                     |                                                                 |
|                                                                 | Иван Комитов                                                    |                                                                 |                                                                 |                                                                 |                                                                 |
|                                                                 | Иван Митов                                                      |                                                                 | Валовищко                                                       | Горни Порой                                                     |                                                                 |
|                                                                 | Костадин Костов                                                 | 24                                                              | Валовищко                                                       | Валовища                                                        |                                                                 |
|                                                                 | Кръстьо Мишайков                                                | 21 (22)                                                         | Костурско                                                       | Хрупища                                                         |                                                                 |
|                                                                 | Мито Стоянов                                                    |                                                                 | Валовищко                                                       | Горни или Долни Порой                                           |                                                                 |
|                                                                 | Никола Петров                                                   |                                                                 | Валовищко                                                       | Горни Порой                                                     |                                                                 |
|                                                                 | Пандо Ив. Шопов (Панде Шилев)                                   |                                                                 | Костурско                                                       | Смърдеш                                                         |                                                                 |
|                                                                 | Пафрем Макарев                                                  | 26                                                              | Тулчанско                                                       | Сулина                                                          |                                                                 |
|                                                                 | Петър Каралазов                                                 | 27                                                              | Валовищко                                                       | Валовища                                                        |                                                                 |
|                                                                 | Стоян Димитров Узунов                                           | 29                                                              | Валовищко                                                       | Горни Порой                                                     |                                                                 |
|                                                                 | Стоян Цафков                                                    |                                                                 | Валовищко                                                       | Горни Порой                                                     |                                                                 |
|                                                                 | Тако Джингов                                                    |                                                                 | Валовищко                                                       | Горни Порой                                                     |                                                                 |
|                                                                 | Тане Комитин                                                    |                                                                 | Валовищко                                                       | Дервент                                                         | убит на 21 октомври 1912                                        |
|                                                                 | Тома Илиев                                                      | 23 (22)                                                         | Сярско                                                          | Сяр                                                             |                                                                 |
|                                                                 | Христо Георгиев                                                 | 36                                                              | Валовищко                                                       | Хаджи бейлик                                                    |                                                                 |

При очертаването на война между България и Османската империя през есента на 1912 година, Панайот спешно се прибира във Варна, като дори не успява да разопакова багажа си и веднага се нарежда под знамената на Македоно-одринското опълчение. Участва в парада през септември и начело на партизанска чета (взвод) № 2 заминава за Македония. Зачислени са му 10 пушки, но Карамфилович преминава границата с 16 души от Варна и Варненско на 29 септември, оше преди официално войната да е обявена заедно с четите на Михаил Думбалаков, Кочо Хаджиманов, Михаил Чаков и Симеон Молеров. По-късно в Македония към него се присъединява така наречената Поройска чета - 11 бойци от Поройско, стари четници на Върховния комитет. Четата на Карамфилович получава задача да прекъсне железопътната линия Солун - Сяр и телеграфските стълбове между селата Горни и Долни Порой и Ругуновец. На 6 октомври четата влиза в Долни Порой. На 9 октомври разрушава железопътната линия при Липош, като успява така да спре движението на влаковете за 7 часа. След пет дни на 14 октомври отново разрушава линията при Турчели, като този път движението по линията е спряно за 18 часа.
Четата влиза в бой за пръв път на 21 октомври край Равна, когато е принудена да приеме бой с 1000 души войска и башибозук, за да запази живота на 4000 християни бежанци. Сражението трае три дни, като четата е подпомогната от местните милиции и бежанците. Загиват единствено четниците Иван Атанасов и Тане Комитин. След първото примирие от октомври, Щабът на Опълчението определя на Карамфилович район за действие Валовищко, Поройско и Дойранско. Войводата защитава българското население срещу нападенията на гръцки разбойнически банди, покровителствани от съюзническите гръцки войски. Карамфилович се опитва да организира българското население попаднало под гръцка и сръбска окупация. В отчет до командира на Щаба на опълченските дружини подполковник Александър Протогеров Карамфилович пише:
| „ | При голямото съдействие на господа граничните офицери уредих революционни пунктове в някои от граничните села отсам и оттатък. Оръжията и каквито и да са други нужди получавахме от военните и цивилни наши съчувственици. В Демирхисарско оставих Димитър Краев с 14 души. В Поройско, дето успях да вляза в разбирателство с турските чети на Мула Ибрахим оставих Мишайков също с 14 души. В Дойран не успях, вследствие на смесеността на българите с гъркомани и турци. Възложих на Мишайков да си пробие път чрез турците. Съставих 20-членна милиция в Петрич. Списъкът на четите и милицията представих на командира в Петрич, майор Цончев. Известил съм на всички мои подчинени, че в присъствието на власта, ние не можем да представляваме втора такава... През всичкото време на действие оттатък се стараехме да запазим духа на българина, да подготвим по-енергични хора... да влезем в разбирателство с всички турци в трите околии при девиз „Автономна Македония под европейски протекторат“. | “ |

### Тиквешко въстание
През Междусъюзническата война Карамфилович е зачислен в Сборната партизанска рота на МОО. На конференцията на ВМОРО в Бегнище от 28-30 май 1913 година е решено вдигането на въстание срещу сръбската власт в Тиквешко, което да се съчетае с настъплението на български части на запад от демаркационната линия. Четета на Карамфилович се придвижва към Тиквешията и войводата заедон с Марко Иванов, Милан Матов, Петър Чаулев и Милан Гюрлуков организират Тиквешкото въстание, избухнало на 15 юни 1913 година, ден преди началото на Междусъюзническата война. Карамфилович участва в освобождаването на Кавадарци. След настъплението на сръбските части, води тежки отбранителни сражения при Клиново. Българските чети, около 500 души, се събират на съвещание при Конопище и Чемерско, на което се обсъжда дали да останат в районите си или да се оттеглят в България, като надделява мнението на Васил Чекаларов, че четите са длъжни да поддържат българския дух на населението. Карамфилович заедно с още четири други чети е разпределен в Кожух, Гевгелийско и Беласишко. Задграничният представител на ВМОРО Яворов му издава открит лист за обиколка из Поройско, Дойранско и Демирхисарско.
За участието си в Балканските войни Карамфилович е награден с орден „За храброст“ IV степен.

### Първа световна война
| |  |
| Открит лист от Щаба на Партизанския отряд на 11-а дивизия, издаден на Панайот Карамфилович като главен ръководител на партизанските взводове. Щип, 19 октомври 1915 г. |  |

На 20 март 1915 година Панайот Карамфилович участва в Валандовската акция на ВМОРО. Заедно с войводите Ване Стоянов, Петър Овчаров, Петър Чаулев и Любомир Весов и с общо 400 четници и 600 души милиция разбиват сръбските войски в трите укрепени пункта Валандово, Пирава и Удово. Убити са 470 сръбски войници и 7 офицери, а Валандово е превзето, след което четите се изтеглят в България.
През септември 1915 година, непосредствено преди намесата на България в Първата световна война старши подофицер Панайот Карамфилович е назначен за началник на административната секция на Партизанския отряд на Единадесета пехотна македонска дивизия. При началото на бойните действия обаче Карамфилович поема командването на партизанска рота. Получава заповед от Щаба на партизансия отряд при 11 дивизия, с която „се изпраща като главен ръководител на партизански взводове, за да изпълнява разузнавателна дейност... Задачата на ст. подофицер Карамфилович е да се разположи заедно с партизански взводове в зоната западно от река Вардар до линията Прилеп - Битоля, с цел да улеснява действията на нашите войски западно от река Вардар“. На 18 октомври 1915 година началникът на партизанския отряд от Щип му заповядва да тръгне на следващия ден с 3 взвода през Велес и Бабуна към Кожух, да разузнае противника до гръцката граница, да организира партизански действия в района, да разруши железопътната линия Гевгели - Криволак, да унищожи телеграфните и телефонните линии в тила на противника. Карамфилович участва в боевете на Градец планина и на височината Баба. През януари 1916 година Карамфилович участва в победния парад в Ниш, в който има дружина от 11 дивизия, начело с Александър Протогеров и четническа рота на ВМОРО, начело с Тодор Александров. Кайзер Вилхелм II лично разговаря с Карамфилович на английски език. По-късно Карамфилович служи като ротен командир в 64-ти пехотен полк. Взима участие в боевете при завоя на Черна.

### Последни години
След войната се установява да живее в Петрич, където се жени за Станка Мутафчиева от Коларово. В Петрич се противопоставя на политиките, водени от местния лидер на ВМРО Алеко Василев (Алеко паша). В 1919 година се установява отново във Варна, където в месеците преди сключването на Ньойския договор превежда статии от английски. В писмо до Протогеров пише „Не е ли време да престанем да се делим на „исти“... Тук Тодор Паница разпространява брошурите на Сярската група и събира македонска учаща се младеж на събрания, където се разискват идеи за отделянето на Македония от България“. Повикан от съратници отново заминава за Петрич.
Убит е на 31 декември 1921 година в Петрич на моста на Луда Мара от хора на Алеко паша. След убийството му се появява песента „Айде пушка пукна“.
Братът на Панайот Карамфилович, майор Петър Карамфилович, е убит в София в 1924 година. Неговият син Еманоил Петров Карамфилович е капитан от Българската армия. Съпругата на Панайот Станка остава вдовица с две невръстни деца Елеонора и Емануил, чието име след смъртта на баща му е сменено на Панайот. Скоро след убийството на Панайот Станка умира от скоротечна туберкулоза. Елеонора Карамфилович е осиновена от полковник Гани Василев, а малкият Панайот от сестрата на Панайот Карамфилович Ана. При отвеждането на детето към Варна хора на Алеко паша правят опит да го убият.

## Родословие
|  |  |  |  |  |  |  |  |  |  |  |  |                                  |                                  |                                  |                                  |                                  |                                  |  |  |                                    |                                    |                                    |                                    |                                    |                                    |  |  |                  |                  |                                    |                                    |                                    |                                    |                                    |                                    |  |  |                              |                              |                              |                              |                              |                              |
|  |  |  |  |  |  |  |  |  |  |  |  |                                  |                                  |                                  |                                  |                                  |                                  |  |  | Петър Карамфилович                 | Петър Карамфилович                 | Петър Карамфилович                 | Петър Карамфилович                 | Петър Карамфилович                 | Петър Карамфилович                 |  |  | Ана Карамфилович | Ана Карамфилович | Ана Карамфилович                   | Ана Карамфилович                   | Ана Карамфилович                   | Ана Карамфилович                   |                                    |                                    |  |  |                              |                              |                              |                              |                              |                              |
|  |  |  |  |  |  |  |  |  |  |  |  |                                  |                                  |                                  |                                  |                                  |                                  |  |  | Петър Карамфилович                 | Петър Карамфилович                 | Петър Карамфилович                 | Петър Карамфилович                 | Петър Карамфилович                 | Петър Карамфилович                 |  |  | Ана Карамфилович | Ана Карамфилович | Ана Карамфилович                   | Ана Карамфилович                   | Ана Карамфилович                   | Ана Карамфилович                   |                                    |                                    |  |  |                              |                              |                              |                              |                              |                              |
|  |  |  |  |  |  |  |  |  |  |  |  |                                  |                                  |                                  |                                  |                                  |                                  |  |  |                                    |                                    |                                    |                                    |                                    |                                    |  |  |                  |                  |                                    |                                    |                                    |                                    |                                    |                                    |  |  |                              |                              |                              |                              |                              |                              |
|  |  |  |  |  |  |  |  |  |  |  |  |                                  |                                  |                                  |                                  |                                  |                                  |  |  |                                    |                                    |                                    |                                    |                                    |                                    |  |  |                  |                  |                                    |                                    |                                    |                                    |                                    |                                    |  |  |                              |                              |                              |                              |                              |                              |
|  |  |  |  |  |  |  |  |  |  |  |  | Елеонора Кувелас                 | Елеонора Кувелас                 | Елеонора Кувелас                 | Елеонора Кувелас                 | Елеонора Кувелас                 | Елеонора Кувелас                 |  |  | Емануил Карамфилович (1855 – 1895) | Емануил Карамфилович (1855 – 1895) | Емануил Карамфилович (1855 – 1895) | Емануил Карамфилович (1855 – 1895) | Емануил Карамфилович (1855 – 1895) | Емануил Карамфилович (1855 – 1895) |  |  |                  |                  | Димитър Карамфилович (1839 – 1906) | Димитър Карамфилович (1839 – 1906) | Димитър Карамфилович (1839 – 1906) | Димитър Карамфилович (1839 – 1906) | Димитър Карамфилович (1839 – 1906) | Димитър Карамфилович (1839 – 1906) |  |  |                              |                              |                              |                              |                              |                              |
|  |  |  |  |  |  |  |  |  |  |  |  | Елеонора Кувелас                 | Елеонора Кувелас                 | Елеонора Кувелас                 | Елеонора Кувелас                 | Елеонора Кувелас                 | Елеонора Кувелас                 |  |  | Емануил Карамфилович (1855 – 1895) | Емануил Карамфилович (1855 – 1895) | Емануил Карамфилович (1855 – 1895) | Емануил Карамфилович (1855 – 1895) | Емануил Карамфилович (1855 – 1895) | Емануил Карамфилович (1855 – 1895) |  |  |                  |                  | Димитър Карамфилович (1839 – 1906) | Димитър Карамфилович (1839 – 1906) | Димитър Карамфилович (1839 – 1906) | Димитър Карамфилович (1839 – 1906) | Димитър Карамфилович (1839 – 1906) | Димитър Карамфилович (1839 – 1906) |  |  |                              |                              |                              |                              |                              |                              |
|  |  |  |  |  |  |  |  |  |  |  |  |                                  |                                  |                                  |                                  |                                  |                                  |  |  |                                    |                                    |                                    |                                    |                                    |                                    |  |  |                  |                  |                                    |                                    |                                    |                                    |                                    |                                    |  |  |                              |                              |                              |                              |                              |                              |
|  |  |  |  |  |  |  |  |  |  |  |  |                                  |                                  |                                  |                                  |                                  |                                  |  |  |                                    |                                    |                                    |                                    |                                    |                                    |  |  |                  |                  |                                    |                                    |                                    |                                    |                                    |                                    |  |  |                              |                              |                              |                              |                              |                              |
|  |  |  |  |  |  |  |  |  |  |  |  | Петър Карамфилович (1882 – 1923) | Петър Карамфилович (1882 – 1923) | Петър Карамфилович (1882 – 1923) | Петър Карамфилович (1882 – 1923) | Петър Карамфилович (1882 – 1923) | Петър Карамфилович (1882 – 1923) |  |  | Панайот Карамфилович (1885 – 1921) | Панайот Карамфилович (1885 – 1921) | Панайот Карамфилович (1885 – 1921) | Панайот Карамфилович (1885 – 1921) | Панайот Карамфилович (1885 – 1921) | Панайот Карамфилович (1885 – 1921) |  |  |                  |                  | Дъщеря                             | Дъщеря                             | Дъщеря                             | Дъщеря                             | Дъщеря                             | Дъщеря                             |  |  | Луис Войткевич (1830 – 1879) | Луис Войткевич (1830 – 1879) | Луис Войткевич (1830 – 1879) | Луис Войткевич (1830 – 1879) | Луис Войткевич (1830 – 1879) | Луис Войткевич (1830 – 1879) |
|  |  |  |  |  |  |  |  |  |  |  |  | Петър Карамфилович (1882 – 1923) | Петър Карамфилович (1882 – 1923) | Петър Карамфилович (1882 – 1923) | Петър Карамфилович (1882 – 1923) | Петър Карамфилович (1882 – 1923) | Петър Карамфилович (1882 – 1923) |  |  | Панайот Карамфилович (1885 – 1921) | Панайот Карамфилович (1885 – 1921) | Панайот Карамфилович (1885 – 1921) | Панайот Карамфилович (1885 – 1921) | Панайот Карамфилович (1885 – 1921) | Панайот Карамфилович (1885 – 1921) |  |  |                  |                  | Дъщеря                             | Дъщеря                             | Дъщеря                             | Дъщеря                             | Дъщеря                             | Дъщеря                             |  |  | Луис Войткевич (1830 – 1879) | Луис Войткевич (1830 – 1879) | Луис Войткевич (1830 – 1879) | Луис Войткевич (1830 – 1879) | Луис Войткевич (1830 – 1879) | Луис Войткевич (1830 – 1879) |